# Alkmaria ryckiana
Alkmaria ryckiana är en ringmaskart som först beskrevs av Augener 1928.  Alkmaria ryckiana ingår i släktet Alkmaria och familjen Ampharetidae. Inga underarter finns listade i Catalogue of Life.